# Toni Ulmen
Toni Ulmen (Düsseldorf, 25 januari 1906 – 4 november 1976) was een autocoureur uit Duitsland. Hij nam in 1952 deel aan 2 Grands Prix Formule 1 voor het team Veritas, maar scoorde hierin geen WK-punten.